# Hana Kimura
Hana Kimura (木村花, Kimura Hana) (Yokohama 3 de setembro de 1997 - 23 de maio de 2020) foi uma lutadora japonesa de luta profissional. Lutava pelo World Wonder Ring Stardom e era filha da lutadora Kyoko Kimura. Também participou da quinta temporada do reality show Terrace House de 2019 até 2020. Após uma série de criticas na Internet, Hana foi encontrada morta em seu apartamento em 23 de maio de 2020.

## Carreira

### Início da carreira
Aos sete anos, em 2005, Hana venceu o campeonato Iron Man Heavy Metal da NEO Women's Pro Wrestling.

### Wrestle-1 (2015-2019)
Em 2015, começou a treinar na academia de luta profissional japonesa Wrestle-1. Em 2016, ganhou seu primeiro título, JWP Junior Championship. Depois de se formar na academia, ela foi promovida em 30 de março de 2016 após vencer sua colega Reika Saiki. Deixou a academia em 2019.

### Stardom e Terrace House (2019-2020)
Juntou-se ao World Wonder Ring Stardom, agência de promoção de luta feminina japonesa, em 25 de março de 2019.
Ganhou o campeonato Goddess of Stardom uma vez e o Artist of Stardom duas vezes.

#### Terrace House
Participou do reality show Terrace House desde 2019 até 2020, quando a série foi cancelada por conta de sua morte. Sua mãe afirma que certas cenas do reality foram encenadas.

## Vida pessoal
Nasceu em 3 de setembro de 1997 em Yokohama, Kanagawa. Hana é filha de Kyoko Kimura, que também é lutadora profissional, atualmente aposentada e é filha adotiva do marido de Kyoko, Isao Kobayashi. Foi separada do seu pai biológico antes de completar um ano de idade.

### Morte
Após ser alvo de cyberbullying por um longo período, Hana fez uma série de postagens suicidas em suas redes sociais e pouco tempo depois foi encontrada morta em 23 de maio de 2020. A causa da morte foi constatada como suicídio por intoxicação de sulfeto de hidrogênio.
Em 21 de junho de 2020, o Stardom realizou seu primeiro evento após a pausa diante da pandemia de COVID-19, homenageando Kimura antes do evento. Todos os lutadores foram para a área ao redor do ringue e mantiveram um minuto de silêncio, tocando o sino dez vezes.